# Jere Gillis
Jere Gillis (né le 18 janvier 1957 à Bend, dans l'État de l'Oregon aux États-Unis), mais élevé à Montréal (Québec), est un joueur professionnel américain et canadien retraité de hockey sur glace devenu ensuite cascadeur professionnel au cinéma.

## Carrière de hockeyeur

### Ligue de hockey junior majeur du Québec
En 1973, il commence sa carrière avec les Castors de Sherbrooke dans la LHJMQ. Il joue 4 saisons dans la capitale de l'Estrie. Il connait de très bonnes campagnes, surtout durant la Saison 1976-1977 de la LHJMQ, où il est le meilleur pointeur de l'équipe avec une production de 55 buts, 85 passes pour 140 points. Il est nommé dans la première équipe d'étoiles de la LHJMQ. Il se rend en finale de la Coupe du président (LHJMQ) trois années consécutives, de 1974-1975 à 1976-1977. Il remporte la Coupe du président en 1975 et en 1977. Jere Gillis et les Castors représentent le Québec au tournoi de la Coupe Memorial 1977. Les Castors ne font pas le poids et perdent les 4 parties du tournoi. Durant le tournoi, il produit 4 buts et 1 passe pour 5 points. De cette production, Jere sera nommée sur l'équipe d'étoiles du tournoi comme ailier gauche.Durant sa carrière junior, il atteint des sommets personnels. En saison régulière, il connait deux soirées de 6 points en 1974 et 1977. Il connait une soirée de 4 buts le 5 février 1975 dans une victoire de 10 à 2 des Castors contre l'équipe de Hull (Québec). Durant les séries éliminatoires, il connait une soirée record de 5 points par 4 buts et 1 passe le 14 avril 1977 dans une victoire des Castors 7 à 6 contre les Royals de Cornwall.

### Ligue nationale de hockey
Il est choisi au cours du repêchage amateur 1977 dans la Ligue nationale de hockey par les Canucks de Vancouver au 1er tour, en 4e position. Il est choisi au cours du repêchage amateur de l'AMH 1977 dans la Association mondiale de hockey par les Stingers de Cincinnati au 1er tour, en 7e position. Il passe professionnel avec les Canucks de Vancouver dans la Ligue nationale de hockey en 1977. Il joue ses 3 premières saisons avec cette équipe. Il connait sa meilleure saison dans la LNH à sa première campagne avec une production de 23 buts, 18 passes pour 41 points. Il commence une quatrième saison à Vancouver mais il est échangé une première fois le 11 novembre 1980 aux Rangers de New York. Il commence la Saison 1981-1982 de la LNH avec les Rangers où il joue durant 26 parties. Il est échangé aux Nordiques de Québec le 30 décembre 1981. Son séjour avec les Nordiques sera de court Ie durée car il demeure que 12 parties avec le club de Québec. Il en profite pour marquer 2 buts.  En septembre 1982, il signe un contrat d'agent libre avec les Sabres de Buffalo. Il joue que 3 parties avec les Sabres. Un an plus tard, en septembre 1983, il signe un contrat avec les Canucks de Vancouver. Il est impliqué dans 37 parties. L'année suivante, il demeure avec les Canuckes et il joue le même nombre de parties. Il passe la saison 1985-1986 dans la Ligue américaine de hockey. En octobre 1986, il signe un contrat avec les Flyers de Philadelphie. Il joue qu'une seule partie avec les Flyers. Il s'agira de sa dernière partie dans la LNH.

### Ligue américaine de Hockey
Après son échange à Québec en 1981, les Nordiques le renvoie à leur club-école, l'Express de Fredericton. Il joue dans 28 parties. Avec sa nouvelle équipe à l'automne 1982, les Sabres de Buffalo, eux aussi renvoie Jere Gillis à leur club-école. Jere joue pour les Americans de Rochester. Il est impliqué dans 53 parties. Il s'agit de sa dernière campagne où il est le plus impliqué durant une saison dans sa carrière, toute ligue confondue. Il connait une saison de 18 buts, 24 passes pour 42 points. Il demeure avec Rochester durant les éliminatoires et il aide les Américains à se rendent en finale de la Coupe Calder. Il remporte la coupe quand les Américains éliminent les Mariners du Maine en 4 parties. En 1983, avec les Canucks de Vancouver, il doit retourner, encore une fois, avec leur club-école. Gillis, retourne avec l'Express de Fredericton qui est le club-école partagé avec les Nordiques de Québec. Il produit 22 buts, 28 passes pour 50 points en 36 parties. Durant la Saison 1984-1985 de la LAH, il joue 7 parties avec l'Express. L'année suivante, il demeure toute la saison avec l'Express. Il est présent dans 29 parties. Pour la Saison 1986-1987 de la LAH, il joue avec les Bears de Hershey, le club-école des Flyers de Philadelphie. Il joue dans 47 parties où il produit une fiche de 13 buts, 22 passes pour 35 points.

### Ligues européennes de hockey et Ligue Nord-Américaine de Hockey
À la fin de la saison 1987, Gillis décide d'aller jouer en Europe pour continuer sa carrière. Il joue en Italie en 1987, une saison, avec le HC Pustertal-Val Pusteria. Dès 1988, Gillis, change de ligue pour aller jouer dans la British Hockey League. Il joue avec les Barons de Solihull durant deux saisons. À sa deuxième saison à Solihull, il est le meilleur pointeur de l'équipe avec une production de 50 buts, 35 passes pour 85 points en 30 parties. L'année suivante en 1989, il joue 6 parties pour les Pirates de Peterborough. Après ce passage, il décide de prendre sa retraite comme joueur de hockey.
En 1996-1997, il sort de sa retraite pour jouer un court séjour de 5 parties avec le Nova d'Acton Vale dans la Ligue de hockey semi-professionnelle du Québec. Acton Vale est le lieu de naissance et de résidence de sa sœur Margie. Il produit 3 passes. Il retourne à la retraite du hockey par la suite.

## Statistiques
| Saison     | Équipe                  | Ligue      |     | Saison régulière | Saison régulière | Saison régulière | Saison régulière | Saison régulière |    | Séries éliminatoires | Séries éliminatoires | Séries éliminatoires | Séries éliminatoires | Séries éliminatoires |
| Saison     | Équipe                  | Ligue      | PJ  | B                | A                | Pts              | Pun              | PJ               | B  | A                    | Pts                  | Pun                  |                      |                      |
| 1973-1974  | Castors de Sherbrooke   | LHJMQ      | 69  | 20               | 19               | 39               | 96               | 5                | 1  | 2                    | 3                    | 0                    |                      |                      |
| 1974-1975  | Castors de Sherbrooke   | LHJMQ      | 54  | 38               | 57               | 95               | 91               | 9                | 5  | 3                    | 8                    | 2                    |                      |                      |
| 1975-1976  | Castors de Sherbrooke   | LHJMQ      | 60  | 47               | 55               | 102              | 40               | 17               | 8  | 14                   | 22                   | 27                   |                      |                      |
| 1976-1977  | Castors de Sherbrooke   | LHJMQ      | 72  | 55               | 85               | 140              | 80               | 18               | 11 | 12                   | 23                   | 40                   |                      |                      |
| 1977-1978  | Canucks de Vancouver    | LNH        | 79  | 23               | 18               | 41               | 35               | -                | -  | -                    | -                    | -                    |                      |                      |
| 1978-1979  | Canucks de Vancouver    | LNH        | 78  | 13               | 12               | 25               | 33               | 1                | 0  | 1                    | 1                    | 0                    |                      |                      |
| 1979-1980  | Canucks de Vancouver    | LNH        | 67  | 13               | 17               | 30               | 108              | -                | -  | -                    | -                    | -                    |                      |                      |
| 1980-1981  | Canucks de Vancouver    | LNH        | 11  | 0                | 4                | 4                | 4                | -                | -  | -                    | -                    | -                    |                      |                      |
| 1980-1981  | Rangers de New York     | LNH        | 35  | 10               | 10               | 20               | 4                | 14               | 2  | 5                    | 7                    | 9                    |                      |                      |
| 1981-1982  | Rangers de New York     | LNH        | 26  | 3                | 9                | 12               | 16               | -                | -  | -                    | -                    | -                    |                      |                      |
| 1981-1982  | Nordiques de Québec     | LNH        | 12  | 2                | 1                | 3                | 0                | -                | -  | -                    | -                    | -                    |                      |                      |
| 1981-1982  | Express de Fredericton  | LAH        | 28  | 2                | 17               | 19               | 10               | -                | -  | -                    | -                    | -                    |                      |                      |
| 1982-1983  | Americans de Rochester  | LAH        | 53  | 18               | 24               | 42               | 69               | 16               | 1  | 7                    | 8                    | 11                   |                      |                      |
| 1982-1983  | Sabres de Buffalo       | LNH        | 3   | 0                | 0                | 0                | 0                | -                | -  | -                    | -                    | -                    |                      |                      |
| 1983-1984  | Canucks de Vancouver    | LNH        | 37  | 9                | 13               | 22               | 7                | 4                | 2  | 1                    | 3                    | 0                    |                      |                      |
| 1983-1984  | Express de Fredericton  | LAH        | 36  | 22               | 28               | 50               | 35               | -                | -  | -                    | -                    | -                    |                      |                      |
| 1984-1985  | Canucks de Vancouver    | LNH        | 37  | 5                | 11               | 16               | 23               | -                | -  | -                    | -                    | -                    |                      |                      |
| 1984-1985  | Express de Fredericton  | LAH        | 7   | 2                | 1                | 3                | 2                | -                | -  | -                    | -                    | -                    |                      |                      |
| 1985-1986  | Express de Fredericton  | LAH        | 29  | 4                | 14               | 18               | 21               | -                | -  | -                    | -                    | -                    |                      |                      |
| 1986-1987  | Bears de Hershey        | LAH        | 47  | 13               | 22               | 35               | 32               | 5                | 0  | 0                    | 0                    | 9                    |                      |                      |
| 1986-1987  | Flyers de Philadelphie  | LNH        | 1   | 0                | 0                | 0                | 0                | -                | -  | -                    | -                    | -                    |                      |                      |
| 1987-1988  | SG Brunico              | Série A    | 24  | 20               | 16               | 36               | 10               | -                | -  | -                    | -                    | -                    |                      |                      |
| 1988-1989  | Solihull Barons         | BHL        | 18  | 46               | 47               | 93               | 12               | -                | -  | -                    | -                    | -                    |                      |                      |
| 1989-1990  | Solihull Barons         | BHL        | 30  | 50               | 35               | 85               | 16               | -                | -  | -                    | -                    | -                    |                      |                      |
| 1990-1991  | Pirates de Peterborough | BHL        | 6   | 13               | 4                | 17               | 22               | -                | -  | -                    | -                    | -                    |                      |                      |
| 1996-1997  | Nova d'Acton Vale       | LHPSQ      | 5   | 0                | 3                | 3                | 2                | -                | -  | -                    | -                    | -                    |                      |                      |
| Totaux LNH | Totaux LNH              | Totaux LNH | 386 | 78               | 95               | 173              | 230              | 19               | 4  | 7                    | 11                   | 9                    |                      |                      |

## Transactions
- Le 11 novembre 1980 : échangé aux Rangers de New York par les Canucks de Vancouver avec Jeff Bandura en retour de Mario Marois et de Jim Mayer.
- Le 30 décembre 1981 : échangé aux Nordiques de Québec par les Rangers de New York avec Pat Hickey en retour de Robbie Ftorek et un choix de 8e ronde au repêchage de 1982 (qui sélectionne Brian Glynn).
- Le 11 septembre 1982 : il signe avec les Sabres de Buffalo comme joueur autonome.
- Le 26 septembre 1983 : il signe avec les Canucks de Vancouver comme joueur autonome.

## Carrière d’entraîneur
En 1991, il devient entraîneur avec les Telford Tigers. Il est l’entraîneur pour une seule saison, celle de 1991-1992. Il mène l'équipe à une fiche de 21 victoires, 9 défaites et 6 nulles en 36 parties pour prendre le 4e rang de la Division 1. Il ne sera plus entraîneur par la suite.

## Carrière de cascadeur professionnel et d'acteur
Durant sa carrière de joueur, il a fait une première cascade en 1990 dans un film de Roger Moore. Il décide de se consacrer à cette carrière après sa carrière de joueur qui se termina en 1991. À ce jour, il a été cascadeur dans plus de 75 productions télévisuelles ou cinématographiques, entre autres, Aviator, Fringe, Le Violon rouge, Maurice Richard (film), Bon Cop, Bad Cop. Il est acteur dans Fight Games, 300 (film).

## Personnel
Il est le fils de Gene Gillis, un skieur olympique et de Rhona Wurtele, une skieuse olympique canadienne. Il est le frère de la danseuse québécoise et chorégraphe Margie Gillis. Il est aussi le frère du regretté chorégraphe et danseur québécois Christopher Gillis.